# Nupedia
Nupedia è stato un progetto di enciclopedia in inglese sul Web scritta da esperti e pubblicata come contenuto libero, attiva dall'ottobre 1999 al settembre 2003.
Il progetto, che fu fondato da Jimmy Wales (per la sua azienda Bomis) e Larry Sanger (caporedattore), è noto principalmente perché predecessore di Wikipedia. A differenza di quest'ultima, tuttavia, Nupedia non era una wiki aperta alle modifiche pubbliche, in quanto caratterizzata da un esteso processo di revisione paritaria dei contenuti effettuato da esperti. Questo iter era stato pensato per rendere le voci di una qualità comparabile a quello di enciclopedie professionali. Il progetto prevedeva che gli accademici lavorassero – in modo gratuito – come volontari ai contenuti.
Proprio per questo motivo, nel suo primo anno di vita il progetto contava appena 21 voci, a differenza di Wikipedia che soltanto nel primo mese contava ben 200 voci e nel primo anno di vita 18.000.
Il progetto ha smesso di funzionare il 26 settembre 2003, con all'attivo soltanto 25 voci; ovvero quelle che avevano completato il processo di revisione, che furono assimilate all'interno dell'edizione in inglese di Wikipedia, che era nata due anni prima come ramo collaterale del progetto di Nupedia.

## Storia
L'idea di fondare un'enciclopedia online costruita da volontari, venne introdotta per la prima volta da Jimmy Wales nell'ottobre 1999.
Per procedere con la programmazione del progetto nel gennaio 2000, Wales assunse Larry Sanger per la supervisione di esso, che ebbe ufficialmente inizio il 9 marzo 2000.
Fin dall'inizio, Nupedia era trattata come un'enciclopedia dal contenuto libero, questo perché Bomis aveva intenzione di generare entrate dagli annunci online su Nupedia.com.
Nel gennaio 2001, il sito che fino ad allora usava una licenza interna, la Nupedia Open Content License, decise su sollecitazione di Richard Stallman e della Free Software Foundation di utilizzare la licenza GNU Free Documentation License; nello stesso mese a causa dei lenti progressi del sito, che fino ad allora aveva all'attivo soltanto due pagine complete, su richiesta di Sanger, venne avviata la creazione di un sistema wiki per rendere più dinamico lo sviluppo degli articoli, che portò alla nascita di Wikipedia, della quale lo stesso Sanger ideò il nome e gran parte delle politiche.
La pubblicazione di questo nuovo progetto iniziò ad attirare sempre più utenti portando anche coloro che fin a quel momento si occupavano di GNUpedia, ovvero un progetto per la creazione di un'enciclopedia a contenuto libero guidata dalla Free Software Foundation; inoltre il progetto iniziò anche a portare ad una graduale scomparsa della stessa Nupedia e a causa del crollo di essa il creatore Wales decise, nel dicembre 2001, di interrompere i finanziamenti adibiti per pagare il caporedattore, con Sanger che si dimise poco dopo.
Dopo la partenza di Sanger e la continua progressione di inattività, Wales cercò di convertire il sito in una versione stabile di articoli di Wikipedia approvati, non riuscendoci e chiudendolo ufficialmente il 26 settembre 2003.

## Processo di revisione

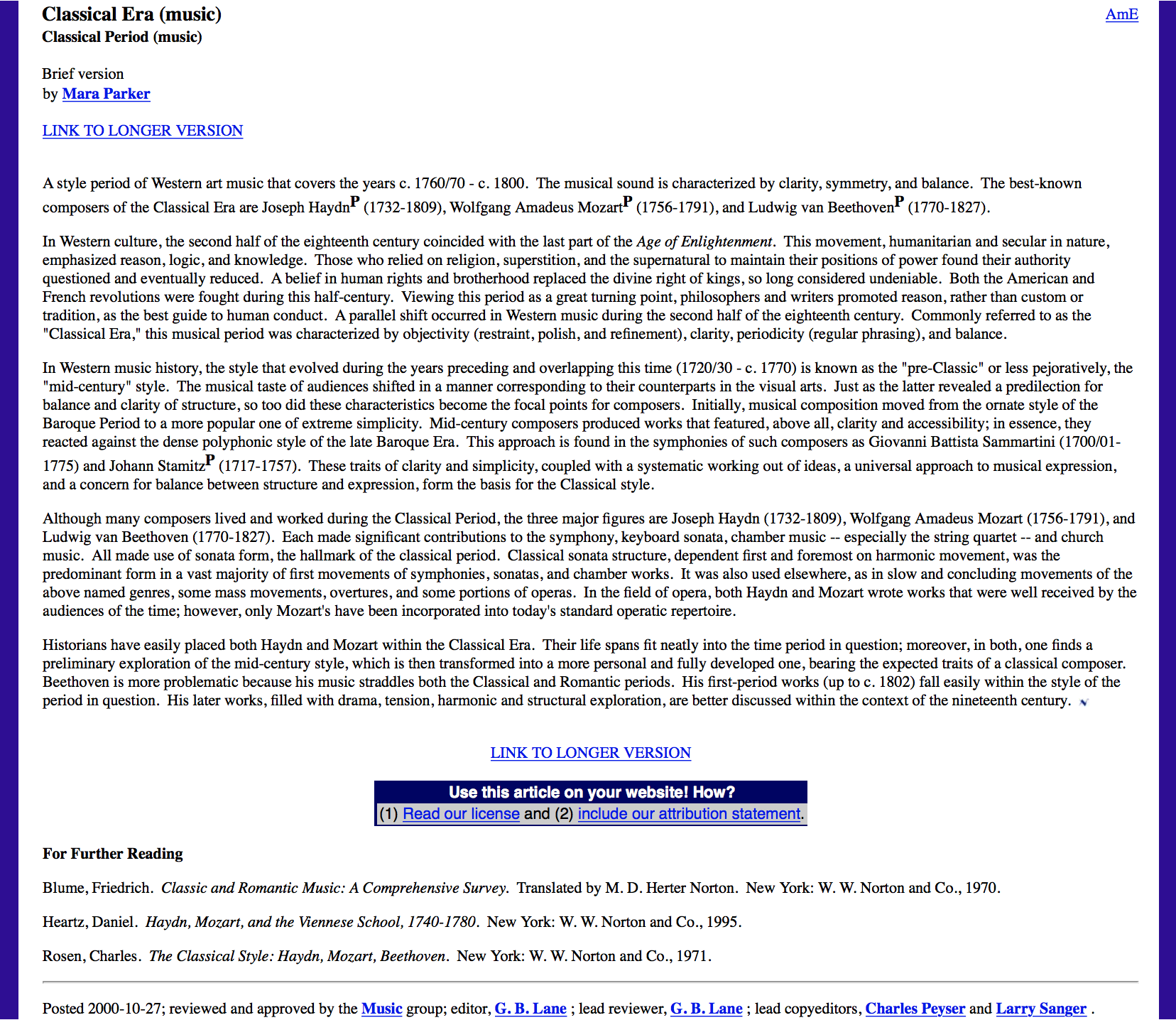
Esempio di un articolo di Nupedia sul Classicismo.

Nupedia era caratterizzata da un processo editoriale diviso in sette passaggi:
1. incarico
2. ricerca di un revisore capo
3. revisione principale
4. revisione aperta
5. correzione delle bozze principale
6. correzione delle bozze aperta
7. approvazione finale e ritocchi

La difficoltà nel diventare un contributore di Nupedia era piuttosto elevata, con una politica che dichiarava; "Vorremmo dei redattori che fossero dei veri esperti nel loro campo e (tranne poche eccezioni) in possesso di un Ph.D. [dottorato]."

## Software di sviluppo
Nel suo insieme, Nupedia era alimentato da NupeCode, un software collaborativo open source (distribuito con la GNU General Public License) studiato per grandi progetti che prevedano un lavoro di revisione paritaria.
Inoltre una sua nuova versione migliorata, detta NuNupedia, era in via di sviluppo (e in test su un altro sito web, SourceForge).